# Cedros (Ort)
Cedros, auch als Isla de Cedros bezeichnet, ist ein Dorf im Südwesten der Insel Isla de Cedros in der Gemeinde (municipio) Ensenada im mexikanischen Bundesstaat Baja California. Cedros liegt auf 30 Meter Höhe.